# Phorocera fusca
Phorocera fusca är en tvåvingeart som beskrevs av Robineau-desvoidy 1863. Phorocera fusca ingår i släktet Phorocera och familjen parasitflugor.
Artens utbredningsområde är Frankrike. Inga underarter finns listade i Catalogue of Life.